# سونیک مانیا
سونیک مانیا (به انگلیسی: Sonic Mania) یک بازی ویدئویی در سبک پرشی است که توسط شرکت سگا در سال ۲۰۱۷ برای پلتفرم‌های نینتندو سوئیچ، پلی‌استیشن ۴، ایکس‌باکس وان، و مایکروسافت ویندوز منتشر شده‌است. این بازی از دوازده مرحله تشکیل شده‌است، که هشت مرحله از آن به شکل طراحی مجدد از عناوین گذشته‌است. شخصیت‌های این بازی عبارتند از سونیک خارپشت، تیلز و ناکلز اکیدنا، ری و مایتی که سعی در شکست دشمن دیرینه خود دکتر اگمن و پیروان رباتیکش را دارند.

## انتشار

### سونیک مانیا پلاس
سونیک مانیا پلاس دی‌ال‌سی منتشر شده در سال ۲۰۱۸ است. در این دی‌ال‌سی شاهد حضور شخصیت‌های ری و مایتی هستیم که هر کدام قابلیت های خاص خود را دارند: ری می تواند با سرعت زیاد به سوی جلو و عقب پرواز کند و مایتی می تواند از ضربه ی کوبنده ی خود استفاده کند.یکی از بخش های اضافه شده Encore Mode است که در انجا شاهد تغییر زمان منطقه هستیم .برای مثال در حالت اصلی ، زمان مرحله ی گرین هیل در ظهر می گذرد ولی در بخش Encore Mode زمان این مرحله در هنگام غروب می گذرد.یکی دیگر از قابلیت های اضافه شده امکان 1 تا 4 نفره کردن بازی است که در نسخه ی قبلی این امکان تا 2 نفر بود.این DLC توانسته از سایت IMBD نمره ی 8.4 از 10 را دریافت کند که نشانه ی پیشرفت این DLC نسبت به نسخه ی اصلی است.